# Кар (эпоним)
Кар (Карий, др.-греч. Κάρ, Κᾱρός) — в античной мифологии эпоним карийцев. Согласно Николаю Дамасскому, сын Зевса и Торребии. У озера услышал пение нимф, и научился от них музыке, песни назвали торребии, а озеро Торребийским. По карийскому мифу, брат Лида и Миса. По другой версии, сын Креты.